# Rafaela Campostrini Forzza
Rafaela Campostrini Forzza (1972) es una bióloga, botánica, curadora, y profesora brasileña, que desarrolla, desde 2002, actividades académicas y científicas en el Instituto de Pesquisa, Jardín Botánico de Río de Janeiro.
Es autora en la identificación y nombramiento de nuevas especies para la ciencia, a marzo de 2015, de 22 nuevas especies, especialmente de la familia Bromeliaceae, y en especial del género Encholirium (véase más abajo el vínculo a IPNI).

## Biografía
Licenciada en Ciencias Biológicas por la Universidad Federal de Juiz de Fora Archivado el 15 de octubre de 2017 en Wayback Machine. (1994), máster en Ciencias Biológicas (botánica) defendiendo la tesis "Pitcairnioideae (Bromeliaceae) na Serra do Cipó, Minas Gerais, Brasil", por la Universidad de São Paulo (1997) y doctorado en Ciencias Biológicas (botánica) también de la misma casa de altos estudios (2001). Fue becaria recién doctorada de FAPEMIG entre septiembre de 2001 a julio de 2002 y recibió una beca de Joven Científico de Nuestro Estado FAPERJ de 2009 a 2012.
Actualmente, y desde 2002, es investigadora en el Jardín Botánico de Río de Janeiro, RB; curadora del Herbario Dimitri Sucre Benjamin, coordinadora de diseño Reflora-JBRJ y de Listado de especies en flora de Brasil; habiendo expresado

Creemos que, aumentando la cantidad de datos disponible, vamos a poder responder (a la incógnita) de qué especies están extintas y también, saber cuáles están cerca de la extinción”

. Está acreditada en el curso de posgrado en botánica de la Universidad de São Paulo y del Jardín Botánico de Río de Janeiro. Tiene experiencia en botánica, con énfasis en la sistemática de angiospermas, conservación, inventarios florísticos y estudios evolutivos en Bromeliaceae, especialmente en áreas de pastizales e inselbergs.
En 1995, realizó un postgrado Lato Sensu en pesca y acuicultura, por la Universidad Católica de Santos.

## Algunas publicaciones
- HMELJEVSKI, K. V.; REIS, M. S.; FORZZA, R. C. 2015. Patterns of gene flow in Encholirium horridum L.B.Sm., a monocarpic species of Bromeliaceae. Journal of Heredity 106: 93-101

- PELLEGRINI, M. O. O.; FORZZA, R. C.; SAKURAGUI, C. M. 2015. A nomenclatural and taxonomic review of Tradescantia (Commelinaceae) species described in Vellozo s Flora fluminensis 2 with notes on Brazilian Tradescantia. Taxon 64: 151-155

- PESSANHA, A. S.; MENINI NETO, L.; FORZZA, R. C.; NASCIMENTO, M. T. 2014. Composition and conservation of Orchidaceae on an inselberg in the Brazilian Atlantic Forest and floristic relationships with areas of Eastern Brazil. Revista de Biología Tropical 62: 829-841

- FORZZA, R. C.; PIFANO, D. S.; OLIVEIRA-FILHO, A.; MEIRELES, L.; FARIA, P. C. L.; SALIMENA, F. R. G.; MYNSSEN, C. M.; PRADO, J. 2014. Flora vascular da Reserva Biológica da Represa do Grama, Minas Gerais e suas relações florísticas com Florestas Ombrófilas e Semidecíduas do sudeste brasileiro. Rodriguésia (impreso) 65: 275-292

- MEDEIROS, H.; OBERMULLER, F. A.; DALY, D. C.; SILVEIRA, M.; CASTRO, W.; FORZZA, R. C. 2014. Botanical advances in Southwestern Amazonia: The flora of Acre (Brazil) five years after the first Catalogue. Phytotaxa: a rapid international journal for accelerating the publication of botanical taxonomy 177: 101-117

- LEITMAN, P.; MENINI NETO, L.; AMORIM, A. M. A.; FORZZA, R. C. 2014. Epiphytic angiosperms in a mountain forest in southern Bahia, Brazil. Biota Neotropica (en línea, edición en inglés) 14: 1-12

- SAJO, M. GRAÇA; LOMBARDI, JULIO A.; FORZZA, R. C.; RUDALL, PAULA J. 2014. Comparative Anatomy of Reproductive Structures in Cyclanthaceae (Pandanales). International Journal of Plant Sciences 175: 814-827

- RODRIGUES, ALBA R. P.; FORZZA, R. C.; ANDRADE, ANTONIO C. S. 2014. Physiological characteristics underpinning successful cryopreservation of endemic and endangered species of Bromeliaceae from the Brazilian Atlantic Forest. Botanical Journal of the Linnean Society (impreso) 176: 567-578

- HMELJEVSKI, K. V.; FREITAS, LEANDRO; DOMINGUES, R.; PEREIRA, A. R.; CANCIO, ALINE S.; ANDRADE, ANTONIO CARLOS S.; MACHADO, MARCO ANTONIO; VICCINI, L. F.; FORZZA, R. C. 2014. Conservation assessment of an extremely restricted bromeliad highlights the need for population-based conservation on granitic inselbergs of the Brazilian Atlantic Forest. Flora (Jena) 209: 250-259

- CHRISTIANINI, A. C.; FORZZA, R. C.; BUZATO, S. 2013. Divergence on floral traits and vertebrate pollinators of two endemic Encholirium bromeliads. Plant Biology (Stuttgart) 15: 360-368

- RIBEIRO, P.C.C.; PINHEIRO, L. C.; R. DOMINGUES; FORZZA, R. C.; MACHADO, M. A.; VICCINI, L. F. 2013. Genetic diversity of Vriesea cacuminis (Bromeliaceae): an endangered and endemic Brazilian species. Genetics and Molecular Research 12: 1934-1943

- HMELJEVSKI, K. V.; CIAMPI, M. B.; BALDAUF, C.; REIS, M. S.; FORZZA, R. C. 2013. Development of SSR Markers for (Bromeliaceae) and Transferability to Other Pitcairnioideae. Applications in Plant Sciences 1: 1200445

- PELLEGRINI, M. O. O.; AONA-PINHEIRO, L. Y. S.; FORZZA, R. C. 2013. Taxonomy and conservation status of Tripogandra warmingiana (Seub.) Handlos (Commelinaceae), a previously obscure taxon from Brazil. Phytotaxa, v. 91, p. 39-49, 2013.

- MENINI NETO, L.; FORZZA, R. C.; BERG, C. V. D. 2013. Taxonomic revision of Pseudolaelia Porto & Brade (Laeliinae, Orchidaceae). Acta Botanica Brasílica (impreso) 27: 418-435

- SANTOS-SILVA, FERNANDA; SARAIVA, DEISY PEREIRA; Monteiro, Raquel Fernandes; PITA, PATRÍCIA; MANTOVANI, A.; FORZZA, R. C. 2013. Invasion of the South American dry diagonal: What can the leaf anatomy of Pitcairnioideae (Bromeliaceae) tell us about it?. Flora (Jena) 208: 508-521

- THOMAS, W.; FORZZA, R. C.; LEITMAN, P.; MICHELANGELI, F.; HARLEY, A. M. G. 2012. Large-scale Monographs and Floras the Sum of Local Floristic Research. Plant Ecology & Diversity (impreso) 5: 217-223

- FORZZA, R. C.; BAUMGRATZ, J. F.; A. BICUDO, C. E. M. CANHOS, D. A. L. CARVALHO, A. A. COELHO, M. A. NADRUZ COSTA, A. F. COSTA, D. P. HOPKINS, M. G. LEITMAN, P. M. LOHMANN, L. G. LUDGADHA, E. N. MAIA, L. C. MARTINELLI, et al. 2012. New Brazilian Floristic List Highlights Conservation Challenges. Bioscience (Washington, impreso) 62: 39-45

- FORZZA, R. C.; LEME, E. M. C.; RIBEIRO, O. 2012. Encholirium pulchrum and E. diamantinum spp. nov. (Bromeliaceae) from the Espinhaço Range, Minas Gerais, Brazil. Nordic Journal of Botany 30: 153-158

- LEAL, E. S.; FORZZA, R. C. 2012. Cyclanthaceae no estado do Pará, Brasil. Acta Botanica Brasílica (impreso) 26: 822-835

- SETTE-CÃMARA, B.; FORZZA, R. C. 2012. Lentibulariaceae no Parque Estadual do Ibitipoca, Minas Gerais, Brasil. Boletim de Botânica 30: 23-35

- MANTOVANI A.; VENDA, A. K.; ALMEIDA, V. R.; COSTA, A.; FORZZA, R. C. 2012. Leaf anatomy of Quesnelia (Bromeliaceae): implications for the systematics of core bromelioids. Plant Systematics and Evolution 298: 787-800

### Libros
- FORZZA, R.C.; MENINI NETO, L.; SALIMENA, F. R. G.; ZAPPI, D. (orgs.) 2013. Flora do Parque Estadual do Ibitipoca e seu entorno. Juiz de Fora: Editora UFJF, 384 pp. algunas láminas de orquídeas, en línea

- FORZZA, R. C.; BAUMGRATZ, J. F.; BICUDO, C.E.M.; CARVALHO JUNIOR, A.; COSTA, A.; COSTA, D. P.; HOPKINS, M. J. G.; LEITMAN, P.; LOHMANN, L. G.; MAIA, L. C.; MARTINELLI, G.; MENEZES, M.; MORIM, M. P.; COELHO, M. N.; PEIXOTO, A. L.; PIRANI, J. R.; PRADO, J.; et al (orgs.) 2010. Catálogo das Plantas e Fungos do Brasil. Rio de Janeiro: Andrea Jakobsson Estúdio & Jardim Botânico do Rio de Janeiro, vv. 2. 1699 pp.

- STEHMANN, J.; FORZZA, R. C.; SALINO, A.; SOBRAL, M.; COSTA, D. P.; KAMINO, L. H. Y. (orgs.) 2009. Plantas da Floresta Atântica. Rio de Janeiro: Jardim Botânico do Rio de Janeiro, vv. 2.500 506 pp.

- FORZZA, R. C. 1997. Pitcairnioideae (Bromeliaceae) na Serra do Cipó, Minas Gerais, Brasil, 150 pp.

#### Capítulos
- FORZZA, R.C.; MENINI NETO, L.; SALIMENA, F. R. G.; ZAPPI, D. 2013. Fanerógamas do Parque Estadual do Ibitipoca e suas relações florísticas com outras áreas com campo rupestre de Minas Gerais. En: R.C. Forzza; L. Menini Neto; F.R.G. Salimena; D. Zappi (orgs.) Flora do Parque Estadual do Ibitipoca e seu entorno. Juiz de Fora: Editora UFJF, p. 153-292

- VIEIRA, S.; FORZZA, R. C.; WANDERLEY, M. G. L. 2012. Marantaceae. En: M.G.L. Wanderley, G.J. Shepherd, T.S. Melhem, A.M. Giulietti, Martins, S.E. (orgs.) Flora Fanerogâmica do Estado de São Paulo. São Paulo: Instituto de Botânica, vv. 7, p. 205-231

- FORZZA, R. C. BAUMGRATZ, J. F. Bicudo, C.E.M. CANHOS, D. A. L. CARVALHO JUNIOR, A. COSTA, Andréa COSTA, D. P. HOPKINS, M. J. G. LEITMAN, P. LOHMANN, L. G. LUGHADHA, E. N. MAIA, L. C. MARTINELLI, G. MENEZES, M. Morim, M. P. COELHO, M. N. PEIXOTO, A. L. PIRANI, J. R. PRADO, J. QUEIROZ, L.P. SOUZA, S. SOUZA, V. C. STEHMANN, J. SYLVESTRE, LANA WALTER, B.M.T., et al. 2010. Síntese da Diversidade. En: Forzza, R.C. et al (orgs.) Catálogo de Plantas e Fungos do Brasil. Rio de Janeiro: Andrea Jakobsson Estúdio & Jardim Botânico do Rio de Janeiro, p. 21-42

- FORZZA, R. C.; BAUMGRATZ, J. F.; COSTA, A.; HOPKINS, M. J. G.; LEITMAN, P.; LOHMANN, L. G.; MARTINELLI, G.; MORIM, M. P.; COELHO, M. N.; PEIXOTO, A. L.; PIRANI, J. R.; QUEIROZ, L.P.; STEHMANN, J.; WALTER, B.M.T.; ZAPPI, D. 2010. As Angiospermas do Brasil. En: Forzza, R. C. et al (orgs.) Catálogo de Plantas e Fungos do Brasil. Rio de Janeiro: Andrea Jakabsson Estúdio & Jardim Botânico do Rio de Janeiro, p. 78-89

- PONTES, R. A. S.; AGRA, M. F.; FORZZA, R. C. 2010. Diversidade e Conservação de Bromeliaceae na Floresta Atlântica da Paraíba, Brasil. En: Ronilson José de Paz; Rômulo Gil de Luna; Talden Farias (orgs.) Gestão Ambiental: o caminho para sustentabilidade. João Pessoa: Editora Universitária p. 229-244

- MARTINELLI, G.; VIEIRA, C.; LEITMAN, P.; COSTA, A.; FORZZA, R. C. 2009. Bromeliaceae. Plantas da Floresta Atlântica. Rio de Janeiro: Jardim Botânico do Rio de Janeiro, p. 186-204

- STEHMANN, J.; FORZZA, R. C.; SALINO, A.; SOBRAL, M.; COSTA, D. P.; KAMINO, L. H. Y. 2009. Diversidade taxonômica na Floresta Atlântica. Plantas da Floresta Atlântica. Rio de Janeiro: Jardim Botânico do Rio de Janeiro, p. 3-12

- STEHMANN, J.; FORZZA, R. C.; SOBRAL, M.; KAMINO, L. H. Y. 2009. Gimnospermas & Angiospermas. Plantas da Floresta Atlântica. Rio de Janeiro: Jardim Botânico do Rio de Janeiro, p. 27-37

- MONTEIRO, R. F.; FORZZA, R. C. 2009. Rapateaceae. En: Taciana B. Cavalcante, Maria de Fátima Batista (orgs.) Flora do Distrito Federal. Brasilia: EMBRAPA, 2009, vv. 7, p. 251-254

- FORZZA, R. C.; MYNSSEN, C. M.; TAMAIO, N.; BARROS, C.; FRANCO, L.; PEREIRA, M. C. A. 2008. As coleções do herbário. 200 anos do Jardim Botânico do Rio de Janeiro. Rio de Janeiro: Jardim Botânico do Rio de Janeiro, p. 45-55

### En Congresos
- FORZZA, R. C. BAUMGRATZ, J. F. BICUDO, C.E.M. CANHOS, D. A. L. CARVALHO JUNIOR, A. COSTA, A. COSTA, D. P. HOPKINS, M. J. G. LEITMAN, P. LOHMANN, L. G. LUGHADHA, E. N. MAIA, L. C. MARTINELLI, G. MENEZES, M. MORIM, M. P. COELHO, M. N. PEIXOTO, A. L. PIRANI, J. R. PRADO, J. QUEIROZ, L.P. SOUZA, V. C. SOUZA, S. STEHMANN, J. SYLVESTRE, LANA WALTER, B.M.T. et al. 2010. Preparation of a list of brasilian plant and fungal species: methods and results. En: Fourth Global Botanic Gardens Congress, Dublin. Proceedings of the Fourth Global Botanic Gardens Congress, p. 1-4

- CUNHA, M. F. B.; MORAES, M.; FORZZA, R. C. 2004. Orchidarium of Rio de Janeiro Botanic Gardens (no pelo). En: Second International Orchid Conservation Congress, Sarasota. Selbyana

- CUNHA, M. F. B.; ZALDINI, C. A.; FORZZA, R. C. 2004. Orchidaceae family in The Municipal Ecológico Park of Prainha, Rio de Janeiro, Brazil (no prelo). En: Second International Orchid Conservation Congress, Sarasota. Selbyana

- NUNES, J. V. C.; FORZZA, R. C. 2000. Bromélia. En: Ier Seminário Nacional de Recursos Florestais da Mata Atlântica, 2000, São Paulo. Anais do Primeiro Seminário Nacional de Recursos Florestais da Mata Atlântica, p. 40-44

## Honores

### Premios
- 2010: medalla Jucelino Kubitschck, Universidad Federal de Juiz de Fora
- 1994: premio Quiral de Iniciación Ciêntífica, Quiral Química do Brasil & Universidad Federal de Juiz de Fora

### Membresías
- Sociedad Botánica de Brasil[14]
- 2003-2008: del Cuerpo editorial Periódico Rodriguesia

### Revisora de periódico
- 2006 - actual. Periódico: Revista Brasileira de Horticultura Ornamental
- 2006 - actual. Periódico: Revista Brasileira de Botânica
- 2006 - actual. Periódico: Acta Botanica Brasilica
- 2007 - actual. Periódico: Revista Brasileira de Botânica
- 2007 - 2008. Periódico: Hoehnea (São Paulo)
- 2008. Periódico: Boletín de la Sociedad Argentina de Botánica
- 2009 - actual. Periódico: Annals of the Missouri Botanical Garden
- 2009 - actual. Periódico: Rodriguesia
- 2010. Periódico: Boletim de Botânica
- 2011. Periódico: Botanical Journal of the Linnean Society (impreso)
- 2011 - 2013. Periódico: Acta Amazónica
- 2012. Periódico: Revista Brasileira de Biociências (Impresso)
- 2010 - actual. Periódico: Systematic Botany
- 2011 - actual. Periódico: Phytotaxa (En línea)
- 2014 - actual. Periódico: Feddes Repertorium

### Revisora de Proyecto de fomento
- 2006 - actual. Proyecto: Conselho Nacional de Desenvolvimento Científico e Tecnológico
- 2004 - actual. Proyecto: Fundação Carlos Chagas Filho de Amparo à Pesquisa do Estado do RJ
- 2010 - actual. Proyecto: Fundação de Amparo à Pesquisa do Estado de São Paulo
- 2013 - actual. Proyecto: Coordenação de Aperfeiçoamento de Pessoal de Nível Superior